# Roberto Jiménez
Roberto Carlos Jiménez (ur. 17 kwietnia 1983 w Piurze) – peruwiański piłkarz występujący na pozycji napastnika. Zawodnik klubu Unión Comercio.

## Kariera klubowa
Jiménez zawodową karierę rozpoczynał w 2003 roku w zespole Alianza Atlético. Jego barwy reprezentował przez 4 sezony. W tym czasie rozegrał tam 116 spotkań i zdobył 43 bramki. W 2006 roku podpisał kontrakt z argentyńskim San Lorenzo. W Primera División Argentina zadebiutował 6 sierpnia 2006 roku w wygranym 1:0 pojedynku z Gimnasią de Jujuy. 12 sierpnia 2006 roku w wygranym 5:0 spotkaniu z Colónem Santa Fe strzelił pierwszego gola w Primera División. Z San Lorenzo Jiménez był wypożyczany do Lanús, Universitario de Deportes, Godoy Cruz, Sporting Cristal oraz Deportes La Serena.
W 2010 roku wrócił do Alianzy Atlético. W 2011 roku podpisał kontrakt z Uniónem Comercio. Zadebiutował tam 20 lutego 2011 roku w przegranym 2:3 meczu rozgrywek Primera División Peruana z Juan Aurich, z którym zdobył także bramkę.

## Kariera reprezentacyjna
W reprezentacji Peru Jiménez zadebiutował 11 maja 2006 roku w zremisowanym 1:1 towarzyskim meczu z Trynidadem i Tobago. W 2007 roku został powołany do kadry na Copa América. Na tamtym turnieju, zakończonym przez Peru na ćwierćfinale, zagrał w pojedynku z Boliwią (2:2).